# Ronald Kreer
Ronald Kreer (* 10. listopadu 1959 Lipsko) je bývalý německý fotbalista, obránce.

## Fotbalová kariéra
Ve východoněmecké oberlize hrál za 1. FC Lokomotive Leipzig, nastoupil ve 241 ligových utkáních a dal 10 gólů. S 1. FC Lokomotive Leipzig vyhrál třikrát východoněmecký fotbalový pohár. Za reprezentaci Východního Německa (NDR) nastoupil v letech 1982–1989 v 65 utkáních a dal 2 góly. Po sjednocení Německa hrál za VfB Leipzig a FC Sachsen Leipzig. V Poháru vítězů pohárů nastoupil v 11 utkáních a v Poháru UEFA nastoupil v 6 utkáních.

## Ligová bilance
| Ročník                                  | Zápasy | Góly | Klub                     |
| --------------------------------------- | ------ | ---- | ------------------------ |
| DDR-Oberliga 1978/79                    | 19     | 1    | 1. FC Lokomotive Leipzig |
| DDR-Oberliga 1979/80                    | 17     | 3    | 1. FC Lokomotive Leipzig |
| DDR-Oberliga 1980/81                    | 0      | 0    | 1. FC Lokomotive Leipzig |
| DDR-Oberliga 1981/82                    | 16     | 0    | 1. FC Lokomotive Leipzig |
| DDR-Oberliga 1982/83                    | 24     | 2    | 1. FC Lokomotive Leipzig |
| DDR-Oberliga 1983/84                    | 24     | 2    | 1. FC Lokomotive Leipzig |
| DDR-Oberliga 1984/85                    | 24     | 1    | 1. FC Lokomotive Leipzig |
| DDR-Oberliga 1985/86                    | 25     | 0    | 1. FC Lokomotive Leipzig |
| DDR-Oberliga 1986/87                    | 20     | 0    | 1. FC Lokomotive Leipzig |
| DDR-Oberliga 1987/88                    | 24     | 0    | 1. FC Lokomotive Leipzig |
| DDR-Oberliga 1988/89                    | 21     | 0    | 1. FC Lokomotive Leipzig |
| DDR-Oberliga 1989/90                    | 20     | 1    | 1. FC Lokomotive Leipzig |
| DDR-Oberliga 1990/91                    | 7      | 0    | 1. FC Lokomotive Leipzig |
| 2. německá fotbalová Bundesliga 1991/92 | 3      | 0    | VfB Leipzig              |
| CELKEM DDR-Oberliga                     | 241    | 10   |                          |